# Alvare XIV du Kongo
Alvare XIV du Kongo (Mwenba Mpanzu en kikongo et Álvaro XIV en portugais) (né en 1851 mort en 1896) est manikongo du royaume du Kongo de 1891 à 1896.

## Contexte
À la mort de Pierre VI Elelo, en février 1891, son neveu utérin Dom Alvaro de Água Rosada  Nginga Nkanga qui gouvernait la région de Madimba est élu par un comité de conseillers royaux et de chefs  réunis dans les environs de Sao Salvador. Il  lui succède sous le nom d'Alvare XIV pendant que Garcia Mbumba de Mbanza Mputu, qui était devenu baptiste, perd définitivement ses droits au trône.
Álvaro XIV Água Rosada  meurt dès le 18 novembre 1896 à l'âge de 45 ans et son héritier naturel, Pedro Lelo, fils de sa sœur utérine, est âgé de 7 ans. Par son père Dom Nicolau de Lendi il est affilié à l'église Baptiste.Le gouvernement portugais décide de confier son éducation aux Pères de Huila dans le sud de l'Angola. lorsqu'il a terminé ses études en 1905 le gouvernement décide qu'il doit continuer de résider dans le sud de l'Angola. La régence est proposée à son oncle Pedro Kavunga Kalendenda mais ce dernier refuse de se convertir au catholicisme et c'est un « proche parent »  du jeune roi Henri Nteyé a Nkenge, Kivuzy, âgé de 23 ans né en Madimba qui exerce la régence jusqu'en 1901.

## Sources
- (en) & (de) Peter Truhart, Regents of Nations, K.G Saur Münich, 1984-1988  (ISBN 359810491X), Art. « Costal States / Küstenstaaten », p. 240
- (en) Jelmer Vos, Kongo in the Age of Empire 1860-1913, Madison, The University of Wiscontin Press, 2015, 218 p. (ISBN 978-0-299-30624-3, lire en ligne), p. 24,57,79,80,92,97-8,100,103,105,133,136